# Dominique Bailly
Pour les articles homonymes, voir Bailly.
Dominique Bailly, né le 2 janvier 1960 à Lens (Pas-de-Calais), est un homme politique et lobbyiste français.
Membre du Parti socialiste, il est maire d'Orchies de 2005 à 2018, sénateur de 2011 à 2017 et questeur du Sénat de 2014 à 2017.

## Biographie

### Débuts en politique
Dominique Bailly est fonctionnaire du ministère des Finances. Après un engagement syndical, il rejoint le Parti socialiste en 1986, dont il fonde une section à Avelin.
Il est choisi pour représenter le Parti socialiste aux élections législatives de 1993 dans la sixième circonscription du Nord, où il échoue à être élu face à Thierry Lazaro (RPR).
À nouveau candidat aux élections législatives de 1997, il est battu au deuxième tour .
Il obtient son premier mandat en 1998 en entrant au conseil régional du Nord-Pas-de-Calais. Réélu en 2004, il prend la tête du groupe socialiste.

### Élu local et sénateur
En 2001, il devient adjoint au maire d'Orchies et président de la communauté de communes d'Orchies-Beuvry-la-Forêt.
Lors des élections législatives de 2002, il atteint le second tour, mais y est éliminé, toujours face à Thierry Lazaro (UMP).
Il devient maire d'Orchies en novembre 2005 et demeure président de la communauté de communes d'Orchies-Beuvry-la-Forêt, rebaptisée « Cœur de Pévèle ».
Candidat aux élections législatives de 2007, il perd au second tour pour la quatrième fois face à Thierry Lazaro.
En 2008, il est réélu maire d'Orchies. La liste qu'il conduit obtient 58,66 % des suffrages exprimés.
Il conserve la présidence du groupe socialiste, citoyen et radical au conseil régional du Nord-Pas-de-Calais à la suite des élections de 2010.
Le 25 septembre 2011, il est élu sénateur. Il fait ainsi son entrée au Sénat au moment où celui-ci bascule à gauche pour la première fois sous la Ve République.
Son mandat de président de la communauté de communes Cœur de Pévèle prend fin avec la création de la communauté de communes Pévèle-Carembault le 1er janvier 2014. Il conserve néanmoins un mandat de conseiller communautaire et siège au bureau de cette assemblée. 
En mars 2014, Dominique Bailly est réélu maire d'Orchies après que sa liste (à laquelle il rallie son opposant de l'UMP, Christophe Braem,) a obtenu, dès le premier tour, 52,80 % des suffrages exprimés à l'élection municipale.
Il est élu questeur du Sénat à la suite des élections sénatoriales du 28 septembre 2014.
Candidat en 3e position sur la liste conduite par Pierre de Saintignon (PS) aux élections régionales de 2015, il n'obtient pas de siège, la liste s'étant retirée à l'issue du premier tour pour faire barrage au Front national.
Dominique Bailly perd son siège de sénateur lors des élections sénatoriales de 2017.
Pressenti pour être candidat à Lille lors des élections municipales de 2020, il démissionne de son mandat de maire d'Orchies et du conseil municipal le 15 juillet 2018.
En 2019, il mène, avec Gilles Pargneaux, une campagne de lobbying pour la Fédération professionnelle des entreprises du recyclage contre la proposition de loi de Brune Poirson sur le recyclage des bouteilles en plastiques. Il est congédié de la direction de la campagne de Violette Spillebout (LREM) à la mairie de Lille à la suite des révélations sur ses activités de lobbying.  

## Prises de position
Dominique Bailly, qui emploie sa fille (Anne-Charlotte Brandt) comme assistante parlementaire, s'oppose à l'interdiction des emplois familiaux pour les parlementaires. Il vote néanmoins en juillet 2017 la loi rétablissant la confiance dans l'action publique, qui interdit notamment les emplois familiaux.
Dominique Bailly est opposé au projet de doublement de ligne à très haute tension entre Avelin et Gravelle. Il milite depuis plusieurs années aux côtés des acteurs locaux (élus et associations) en faveur d'un projet alternatif plus respectueux de la santé des habitants et de l’environnement,,.
Au mois de juillet 2012, à Orchies, point de départ de la troisième étape du Tour de France, il fait violemment obstacle au contrôle de l'inspection du travail et de l'Urssaf coordonné par le Procureur de la République. À la suite de cet événement, le ministre du travail de l'époque, Michel Sapin, a critiqué son attitude.
Dominique Bailly défend le projet de canal Seine-Nord Europe qui vise à relier par un nouveau canal à grand gabarit la Seine au réseau fluvial de l'Europe du Nord, favorisant le transport de marchandises entre le Benelux et la région parisienne. Il a notamment posé une question au Premier ministre en juillet 2017.
Il soutient Manuel Valls à la primaire socialiste de 2017, puis Emmanuel Macron au second tour de l'élection présidentielle.

## Détail des mandats et fonctions

### Au Sénat
- 1er octobre 2011 – 1er octobre 2017 : sénateur, élu dans le Nord.
- 1er octobre 2014 – 1er octobre 2017 : questeur du Sénat.

### Au niveau local
- 15 mars 1998 – 25 octobre 2011 : conseiller régional du Nord-Pas-de-Calais.
- 2001-2005 : adjoint au maire d’Orchies.
- 2001-2013 : président de la communauté de communes Cœur de Pévèle.
- 2004 – 25 octobre 2011 : président du groupe socialiste, citoyen et radical au conseil régional du Nord-Pas-de-Calais.
- 30 octobre 2005 – 15 juillet 2018 : maire d’Orchies.
- 2014 – 15 juillet 2018 : conseiller communautaire de la communauté de communes Pévèle Carembault, membre du bureau.

### Autres fonctions
- 2004-2011 : président de l'Arena stade couvert de Liévin.
- Membre du Conseil national du Parti socialiste.
- Secrétaire fédéral à la coordination et aux élections (fédération du Nord du PS).
- Vice-président du parc naturel régional Scarpe-Escaut.